# 消費者観察バラエティー 気になるお客サマ
『消費者観察バラエティー 気になるお客サマ』（しょうひしゃかんさつバラエティー きになるおきゃくサマ）は、2015年から日本テレビで不定期に放送されていたバラエティー番組。第2回までは『気になるお客サマ こんな商品誰が買うの?』だった。

## 出演
- タカアンドトシ
- 指原莉乃 - 第3回から、第2回時はゲスト

## 放送リスト
| 回 | 放送日                   | 時間          | タイトル                                    | アシスタント            | ゲスト | 備考                                           |
| -- | ------------------------ | ------------- | ------------------------------------------- | ----------------------- | --- | ---------------------------------------------- |
| 1  | 2015年12月13日（日曜日） | 13:15 - 14:15 | 『気になるお客サマ こんな商品誰が買うの?』  | 久野静香 （日本テレビ） | 平愛梨、陣内智則                                                                                              | サンバリュ枠で放送                             |
| 2  | 2016年4月30日（土曜日）  | 13:30 - 15:30 | 『気になるお客サマ こんな商品誰が買うの?』  | 久野静香 （日本テレビ） | 土田晃之、指原莉乃、あき竹城、横澤夏子                                                                        | 土曜特番枠で放送                               |
| 3  | 2016年8月5日（金曜日）   | 19:00 - 20:54 | 『消費者観察バラエティー 気になるお客サマ』 | 指原莉乃                | 赤江珠緒、黒島結菜、高橋茂雄、篠原信一（スタジオ） 渡辺江里子（阿佐ヶ谷姉妹）、篠原ともえ、横澤夏子（VTR）    | この回から ゴールデンタイム・ 全国ネットで放送 |
| 4  | 2016年12月21日（水曜日） | 19:00 - 20:54 | 『消費者観察バラエティー 気になるお客サマ』 | 指原莉乃                | 陣内智則、りゅうちぇる、大久保佳代子、小沢一敬（スタジオ） 中川翔子、関太（タイムマシーン3号）篠山輝信（VTR） |                                                |
| 5  | 2017年8月14日（月曜日）  | 19:00 - 21:00 | 『消費者観察バラエティー 気になるお客サマ』 | 指原莉乃                | 吉村崇、アンミカ、藤田ニコル、博多大吉、大久保佳代子（スタジオ） 阿部祐二、春日俊彰（オードリー）（VTR）      | 『人生が変わる1分間の 深イイ話』との合体SP     |
| 6  | 2018年10月18日（木曜日） | 19:00 - 20:54 | 『消費者観察バラエティー 気になるお客サマ』 | 指原莉乃                | 福士蒼汰、川田裕美、若槻千夏、岸博幸、陣内智則                                                                |                                                |

## スタッフ
- 企画・演出：山下聖司
- ナレーション：立木文彦、谷花音（谷→第4回-）
- 構成：丸山コウジ、大谷裕一、池谷勇太（池谷→第3,4,6回）
- TM：吉松耕司（第5回-）
- SW：鎌倉和由
- CAM：高野信彦（第6回）
- MIX：辻直哉（第4回-）
- VE：吉﨑慶（第6回）
- 照明：下平好実（第6回）
- 技術協力：NiTRO
- ロケ技術：CTV MID ENJIN（第3回-）、LEZOC、アイゼン、ネットビジョン（LE以降→第6回）
- バーチャル：中村桂子（第2,6回）、大竹栄子（第6回）
- CG：古川滋彦
- 美術プロデューサー：櫻場千尋（第6回）
- デザイン：熊崎真知子
- 美術協力：日テレアート
- 編集：宮島洋介、平池優太（共に第3回-、共にヌーベルアージュ）
- MA：兒子仁（第3,6回）
- 音効：岡田淳一
- TK：山沢啓子、竹島祐子（竹島→第6回）
- デスク：富重裕子
- リサーチ：神山敏博、藁谷麗、中原太一（藁谷・中原→第6回）
- 協力：阪九フェリー（第6回）
- AD：井上浩好、佐々木伶華、吉田涼、植田良樹、池田日向、坂本未来、小見早苗（植田→第4回-、その他→第6回）
- AP：長正路美香（第5回-、第3,4回は制作進行）、小黒みやこ、今野舞紀（小黒・今野→第6回）
- ディレクター：田渕公博（ZION）、栗原利典（THE WORKS）、川崎文平（passion）、山口耕平（SION）、石川直志（passion）、古賀光輝（acro）、関根健二、川村元昭・児玉章・稲永隆広（ZION）（栗原・古賀〜川村→第4回-、山口→第3,6回、稲永→第5回-、第2,3回はAD）
- 演出：中西裕樹（ZION、第3回-、第2回はディレクター）
- プロデューサー：今井康則、森川高行（ZION）、輿石将大（passion）、山口敦司（THE WORKS）、常盤吉弘（SION）（今井・輿石→第3回-、山口→第4回-、常盤→第3,6回）
- チーフプロデューサー：伊東修
- 制作協力：ZION、Passion、THE WORKS、SION（THE→第4回-、SION→第3,6回）
- 製作著作：日本テレビ

### 過去のスタッフ
- ナレーション：平野義和（第3-5回）
- 構成：山形遼介（第3-5回）
- TM：土屋隆（第4回まで）
- CAM：福田伸一郎（第2-5回）
- MIX：加賀金重郎（第2,3回）
- VE：山口考志（第2,5回）、岩原正明（第3回）、石山実（第4回）
- LD（第2回まで）→照明（第3回-）：藤山真緒（第2回）、小川勉（第3回）、名取孝昌（第4回）、千葉雄（第5回）
- ロケ技術（第3回-）：関西東通、キャミックス、エムズプロ（共に第3回）、CBCクリエイション、株式会社Sala、株式会社SOLA、有限会社サルプロ、有限会社タイムリー、ビッグボイス（共に第4回）、エスパシオ（第3,5回）、山陽エイブイシーキュー、堤原映像技術、EAT、ビジュアルコミュニケーションズ（共に第5回）
- バーチャル：鈴木寿晃（第2回）、桾澤勇（第2-5回）
- 美術プロデューサー：大川明子（第2,3回）、杉山知香（第4,5回、第3回は美術進行）
- 編集：行木忍（第2回）
- MA：小川るみ（第2回）、安河内隆文（第4回）
- リサーチ：宮沢恵里菜（第4,5回）
- 技術協力：オムニバス・ジャパン（第2回）
- 協力（第3回）：富士急ハイランド、セコ・インターナショナル、CAPTAIN STAG（共に第3回）、新宮町（第4回）、コニカミノルタジャパン（第5回）
- AD：伊坂力丸（第2回）、小川香織、小田原明、千葉涼平、河村眞紀（共に第3回）、柳沢彩月（第3-5回）、山口早紀（第4回）、山下祐也、藤田博行（共に第5回）
- AP：伊藤真和、松原由希香（共に第2回）、池田翼（第3回）、仲田竜馬（第3回、第2回はプロデューサー）、安達流海子、三上由貴（共に第4,5回）
- 制作進行：相馬令子（第5回）
- ディレクター：山形和也、松井一樹（共に第2,3回）、阿部史弥、柳橋宏子、笹尾充（共に第3回）、長谷川たかし（第2-5回、第2回は孝名義）、松崎秀峰、小山貴広（第4,5回）、大谷俊介（第4回）、萬俊之、川口順也、井上将司（共に第5回）
- プロデューサー：吉田尚代（第2回）、村田聡子、菅沼明子（共に第3回）